# Любен Шилегарски
Любен Димитров Шилегарски (Чичо Люб) е български комунистически деец. Участник в Съпротивителното движение по време на Втората световна война. Партизанин в Дупнишкия партизански отряд „Коста Петров“.

## Биография
Любен Шилегарски е роден на 24 юли 1920 г. в с. Баланово, Дупнишко. Израства в многодетно селско семейство и завършва гимназия в град Дупница. През 1940 г. се записва като судент във Висшето търговско училище в Свищов. През 1941 г. се премества в Свободния университет в София (сега УНСС). Още като ученик и студент развива нелегална комунистическа дейност, заради която полицията прави опит да го арестува, но Любен Шилегарски се укрива и преминава в нелегалност. За дейността си Любен Шилегарски е осъден на смърт от Софийския военен полеви съд, наказателно дело по ЗЗД № 844/1942 г. (задочно).
Участва в Съпротивителното движение по време на Втората световна война. През 1942 г. Любен Шилегарски става партизанин в Дупнишкия партизански отряд „Коста Петров“. През юни 1944 г. партизанска чета от 35 партизани с командир Георги Соколов и политкомисар Любен Шилегарски, придвижвайки се към основния отряд, който се намира в Рила планина се установява да пренощува в кюстендилското село Еремия. На 25 юни 1944 г. четата е разкрита от Серафим Цинцов, войник от селото. Партизаните са обкръжени от многобройна и превъзхождаща ги по численост и въоръжение войска и жандармерия. В битката загиват 16 партизани, между които и Любен Шилегарски.